# Air Duku
Air Duku is een bestuurslaag in het regentschap Rejang Lebong van de provincie Bengkulu, Indonesië. Air Duku telt 2593 inwoners (volkstelling 2010).